# スガラムルディ
スガラムルディ(Zugarramurdi)は、スペイン・ナバーラ州のムニシピオ（基礎自治体）。ナバーラ州は3つの言語圏を設定しており、スガラムルディはスペイン語とともにバスク語も公用語に指定されている「バスク語圏」に含まれている。
スペイン＝フランス国境まで数キロの位置にある。スガラムルディにはバスク魔女博物館があり、近隣には「魔女の洞窟」がある。夏至の「魔女の日」を記念して、スガラムルディ近くの「魔女の洞窟」では、毎年壮大な祭礼が行われる。

## 魔女伝説

### 魔術信仰の広まり
フランス領バスクを含むピレネー山脈西部には、西ゴート族の末裔とも目される、カゴやアゴタと呼ばれる被差別集団が居住していた。スガラムルディの集落があるバスタン谷は他地域よりも迷信深い地域であり、また山裾にあるスガラムルディの町はずれには大洞窟が存在した。このように様々な理由が重なって魔術信仰が広まったとされる。

### 17世紀の宗教裁判
スガラムルディは17世紀初頭に行われた宗教裁判で有名である。この土地で魔女集会が行われているという噂が流れたため、ログローニョから宗教裁判官がスガラムルディ周辺に派遣された。パニック状態に陥った住民が相次いで隣人を「魔女」だとして告発したため、宗教裁判官は魔術を使用した罪で300人近い男女を摘発し、そのうち40人を逮捕してログローニョに連行した。1610年11月7日・8日にバスクの魔女裁判が行われ、18人は釈放されたが、12人は火刑に処され、うち5人は拷問などの理由により火刑前に死亡していた。80人が火刑に処されたとする文献もある。スガラムルディはフランス領バスクのラブール地方に近い場所にあるため、ラブールの妖術事件などとも呼ばれる。

### 魔女の集会
スガラムルディは聖フアンの日（夏至）を「魔女の日」と定めており、6月24日に近い金曜日深夜（土曜日未明）にはアケラレ（魔女の集会）と呼ばれる祭礼が行われる。アケラレとはAker（雄ヤギの）とLarre（牧草地）を組み合わせた単語であり、土曜日に行われるのはユダヤ教の安息日を蔑むためである。当日にはかがり火が焚かれたスガラムルディ洞窟に人々が集まり、雄ヤギ姿の「魔王」が説教とミサを執り行い、アルコールや媚薬、舞踊、性の饗宴などを用いた乱痴気騒ぎが繰り広げられる。アレックス・デ・ラ・イグレシアによる2014年の映画『スガラムルディの魔女』は、スガラムルディの魔女伝説を主題としたホラーコメディである。

#### 類似の祭礼
魔女をモチーフにした祭礼はナバーラ州アルサスアなどでも行われており、この祭礼は「アルサスアの謝肉祭」または「モモチョロス」と呼ばれる。主役のモモチョロスは肩から膝まで羊の毛皮をまとい、動物の血で両腕とエプロンを血まみれにし、観衆を攻撃するための刺股を手に持つ。魔王役は仮面をかぶって雄ヤギに扮し、巨大な2つの睾丸をぶら下げる。黒いマントと頭巾を被って魔女に扮装した観衆は、手に持った箒で魔王の睾丸を刺激し、黄色い声援を送る。これらの仮装集団は町のあちこちで珍妙な行動を繰り返すが、教会の鐘が鳴って楽隊の演奏がやむと、参加者は仮面を外して狂宴の夢から覚める（というストーリーを演じる）。
「アルサスアの謝肉祭」はカトリック信仰上・道徳上危険であるとして、ナバーラ州ランツのミエル・オチン同様に1930年代から開催を禁じられていたが、民主化後の1982年に復活した。

## ギャラリー

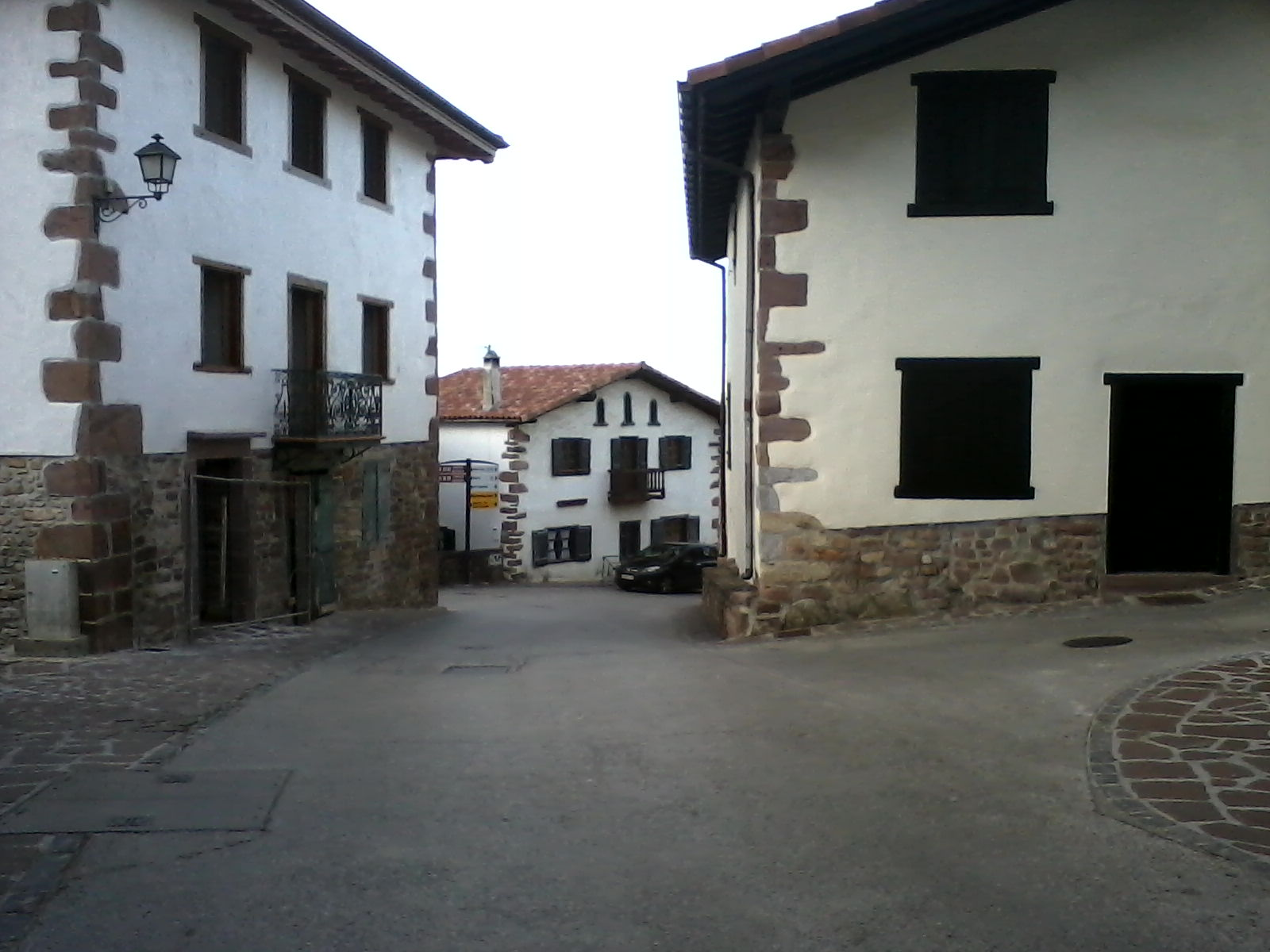
スガラムルディの通り
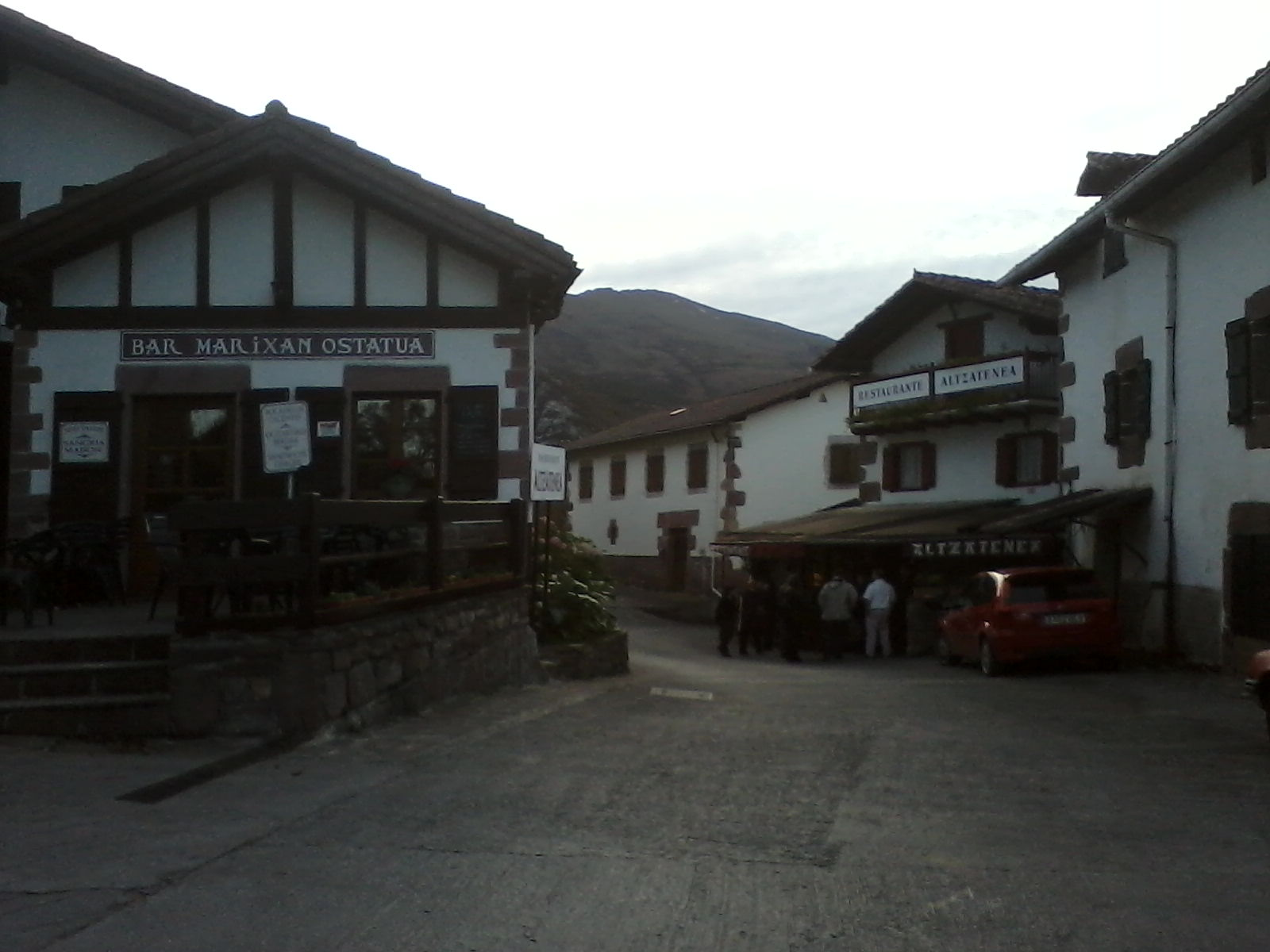
スガラムルディの一般的な住宅
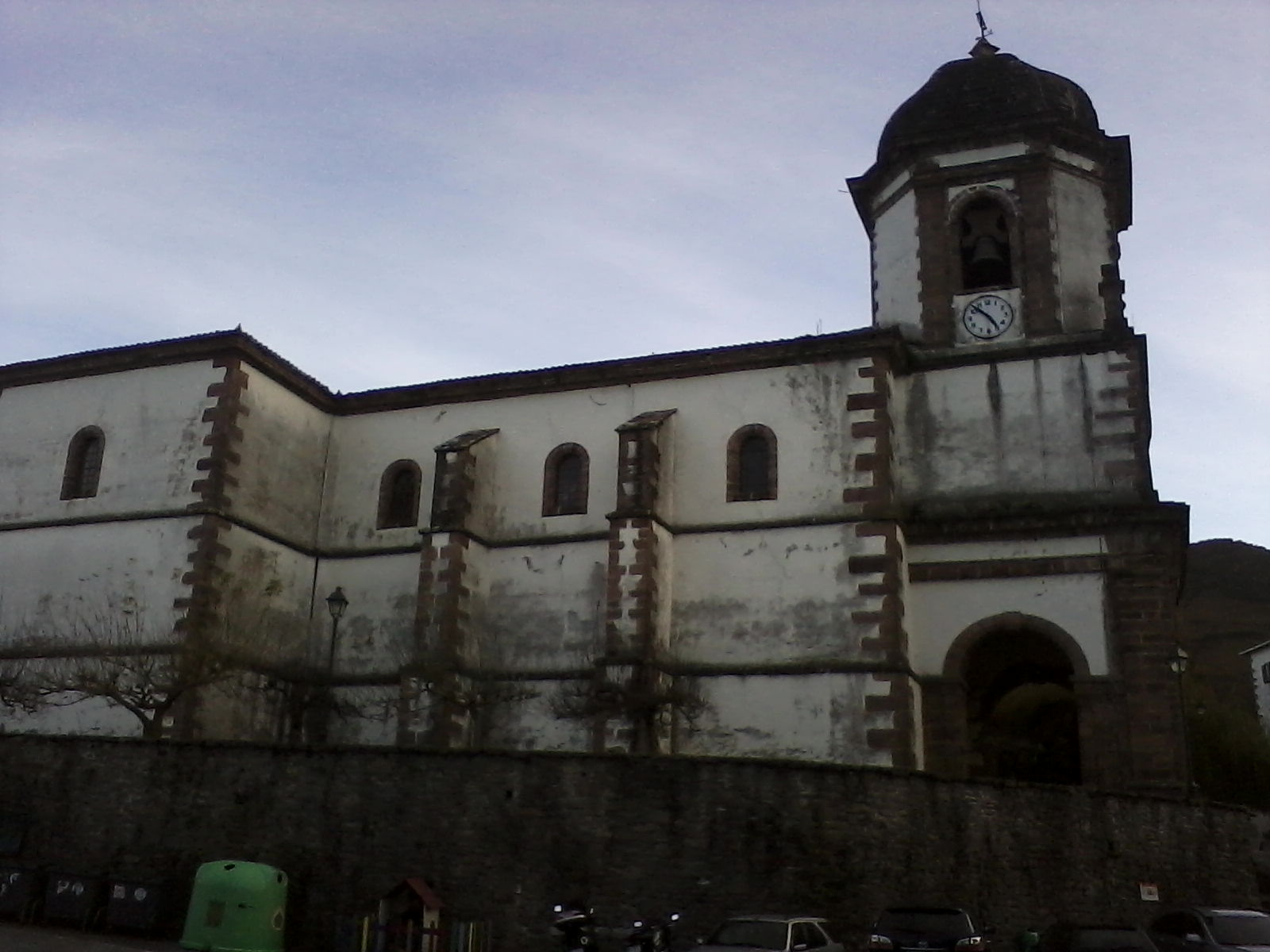
アスンシオン教会
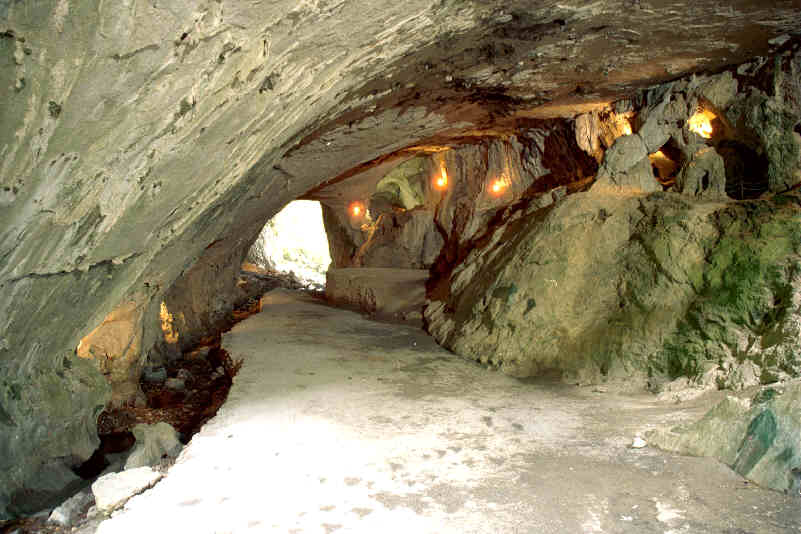
スガラムルディの近くにある「魔女の洞窟」
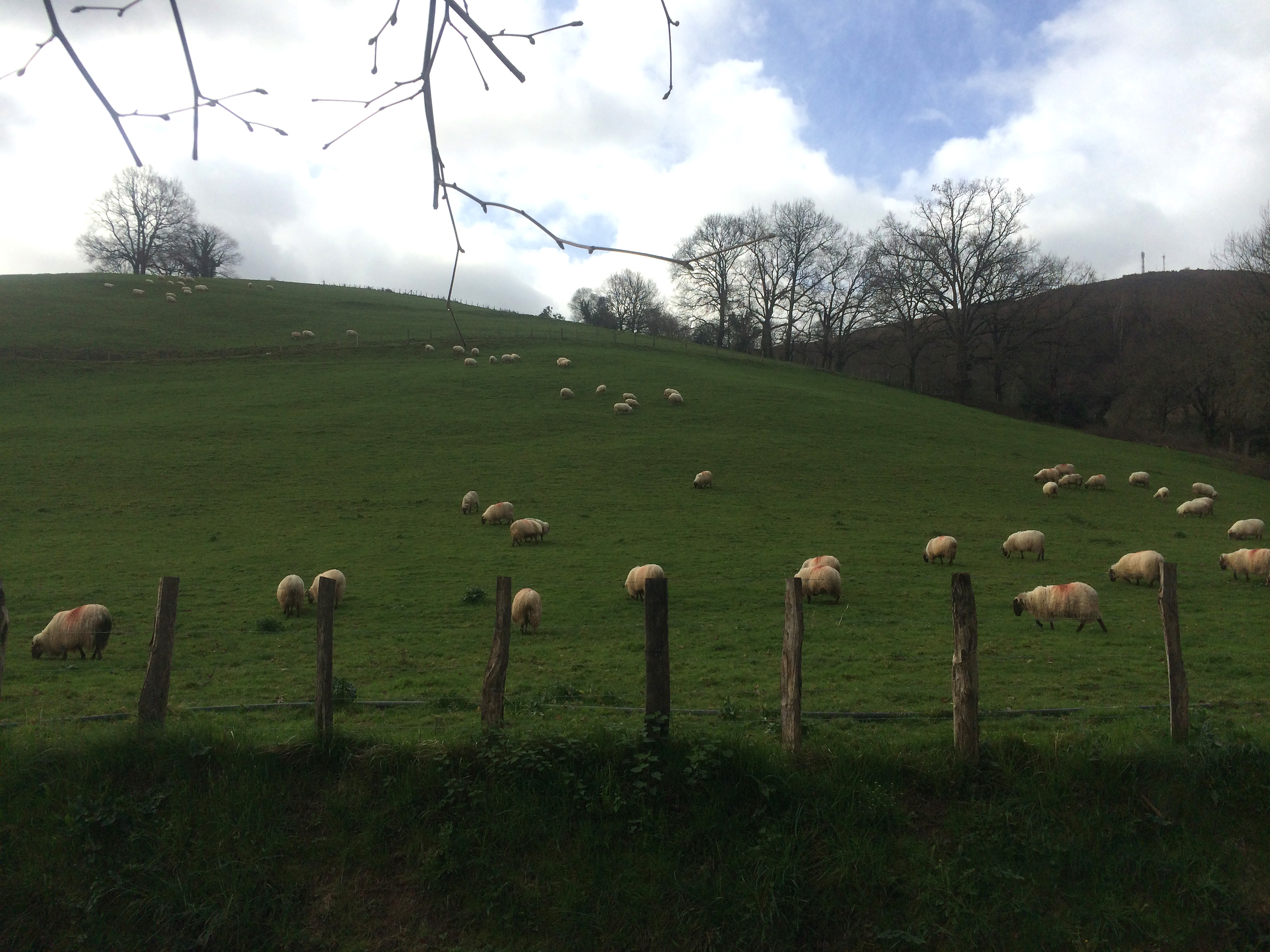
ウルダクス近郊でのヒツジの放牧
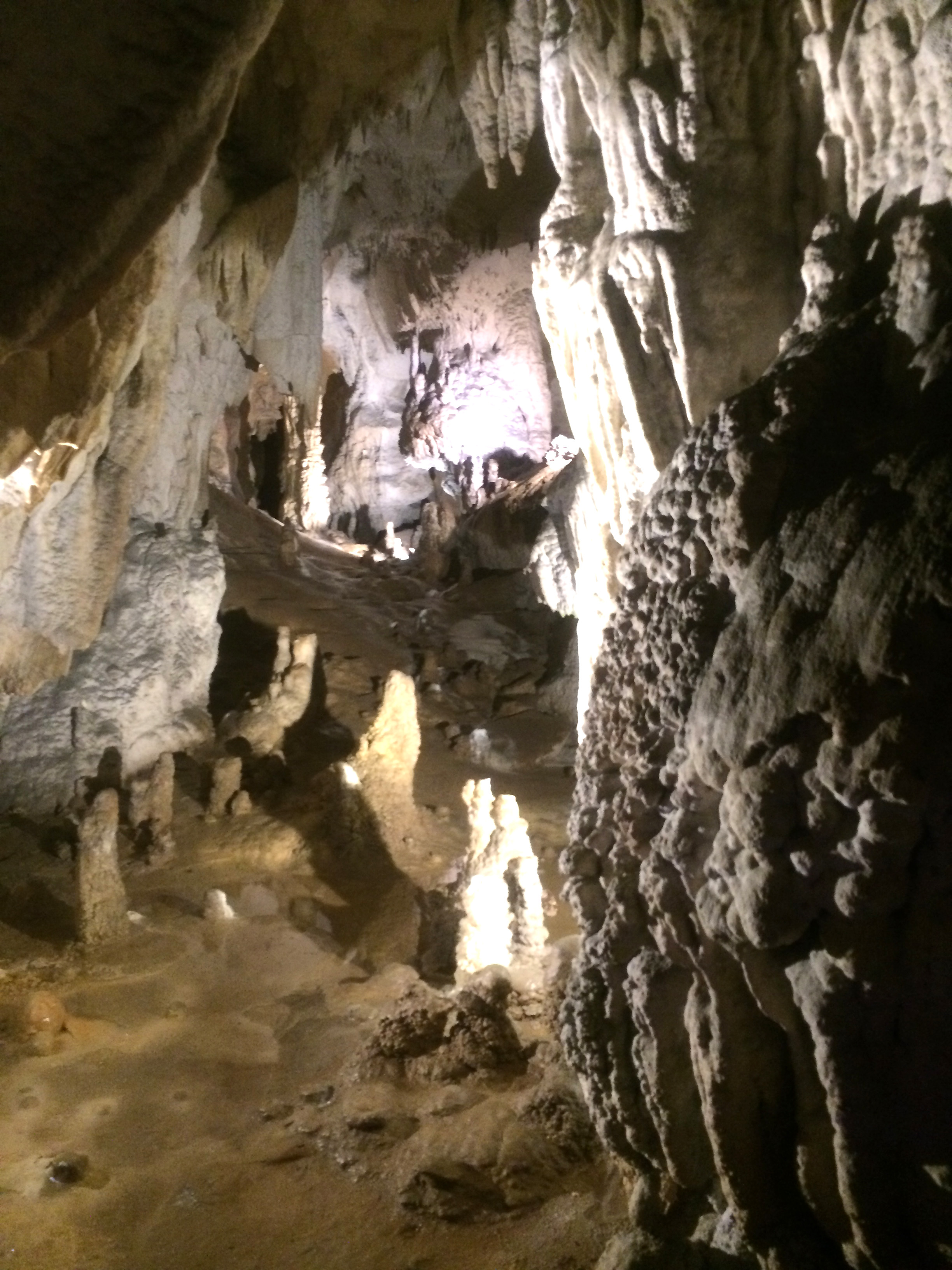
近くのウルダクスにある洞窟